# Otocinclus mura
Otocinclus mura är en fiskart som beskrevs av Schaefer, 1997. Otocinclus mura ingår i släktet Otocinclus och familjen Loricariidae. Inga underarter finns listade i Catalogue of Life.